# Les Sept-Îles
Les Sept-Îles är en grupp öar i Antarktis. Den ligger i havet utanför Östantarktis. Frankrike gör anspråk på området.